# Bringamosa
Bringamosa is een wijk van Macuarima in de regio Santa Cruz op Aruba.
De plaats is vernoemd naar de Cnidosculus urens, een onkruidachtige in het wild groeiende plantsoort met brandharen, die in het Papiaments "Bringamosa" heet.
Van 1966 tot en met 1969 was er een particuliere dierentuin in Bringamosa. Er bevindt zich een ezelopvangcentrum. Ezels waren vroeger belangrijk voor het vervoer, maar door de auto's en vrachtwagen waren ze niet meer nodig. In 1997 werd het centrum opgericht, en verhuisde in 2017 naar Bringamosa.